# Suosa
Suosa je řeka na severovýchodě Litvy, na jižním okraji okresu Kupiškis, levý přítok řeky Lėvuo, do které se vlévá u vsi Stirniškiai, 93,8 km od jejího ústí do řeky Mūša. Je dlouhá 13,9 km. Vytéká z jezera Suosa.

## Průběh toku
Vytéká z jezera Suosa, 11,5 km na jih od Kupiškisu, na hranici s okresem Anykščiai. Horní tok teče převážně směrem západním, střední tok převážně směrem severoseverozápadním, dolní tok převážně směrem západoseverozápadním. Protéká rybníkem, jehož hráz je 1,2 km od soutoku s Lėvuo.

## Přítoky
- levé:
  - S-1 (vtéká do Suosy - 7,1 km od jejího ústí; délka:2,8 km; plocha povodí:4,7 km²)
- pravé:
  - S-2 (13,1 km; délka:5,4 km; 6,9 km²), Rudilis (4,9 km; délka:12,1 km; 23,9 km²), Akmena (2,8 km; délka:6,9 km; 11,4 km²)
- zprostředkovaně přes jezero Suosa:
  - Vėdrupys (délka:7,5 km; 15,0 km²)

## Obce při řece
- Atkočiškiai, Maksvyčiai, Paprūdžiai, Radžiūnai, Pasuosiai